# Alonisos (miejscowość)
Alonisos (gr. Αλόννησος, Alonisos) – miejscowość w Grecji, w południowej części wyspy Alonisos, w administracji zdecentralizowanej Tesalia-Grecja Środkowa, w regionie Tesalia, w jednostce regionalnej Sporady, w gminie Alonisos. W 2011 roku liczyła 208 mieszkańców. Przez lokalnych mieszkańców nazywana jest Chora.